# La Tragédie de P
La Tragédie de P (高橋留美子傑作集 Ｐの悲劇, Kessaku Shū-P no higeki) est un manga de Rumiko Takahashi sorti au Japon en 1994 aux éditions Shōgakukan et en France en 2004 aux éditions Tonkam. Il fait partie des Rumik Theater avec Le Chien de mon patron et Un bouquet de fleurs rouges. Il s'agit d'un recueil de 6 histoires courtes.

## Histoires
- La Tragédie de P (Pの悲劇, P no higeki?), 1991.
  - Acte 1 : Animaux familiers
  - Acte 2 : L'intérêt général
  - Acte 3 : Pessimisme
  - Acte 4 : La paix

Mme Haga, son mari et leur fils, Kota, sont locataires dans un immeuble dans lequel les animaux sont interdits. Un jour son mari ramène un pingouin, Pitt, à l'appartement. Les Haga vont alors devoir être prudents s'ils ne veulent pas être surpris par Mme Kakeī, porte parole de l'association de colocataires anti-animaux.
- Une marchande de romance (浪漫の商人, Rōman no akindo?), 1987.

Yuraki, jeune divorcée, possède un établissement de mariage très ancien qu'elle a repris à la mort de son père. Couverte de dettes, elle est contrainte de fermer la « Maison de romance ». Avant cela, elle accepte avec l'aide de trois de ses employés de célébrer une dernière cérémonie, celle d'un ancien employé de son père et sa femme.
- La maison des poubelles (ポイの家, Poi no ie?), 1992.

Un matin, Hirooka et sa femme découvrent que des poubelles ont été déposées devant leur maison. Ils apprennent par la suite que celles-ci appartiennent au patron d'Hirooka qui a récemment emménagé dans le quartier et dont la femme souhaite se débarrasser de ses souvenirs de voyage encombrants.
- Dans le pot en grès (鉢の中, Hachi no naka?), 1988.

Mme Tonegawa vient de perdre son mari et sa belle-mère dans un accident de voiture. Des rumeurs courent sur elle et sur sa difficile relation avec sa belle-mère. Un jour, elle demande à une voisine de garder ses plantes quelques jours.
- Un amour de 100 ans (百年の恋, Hyakunen no koi?), 1993.

Risa Hoshino, une vieille dame de 90 ans, meurt puis ressuscite quelques minutes plus tard avec des capacités de télékinésie. Elle pense alors voir en un patient la réincarnation d'un jeune homme qui s'est suicidé à cause d'elle du temps où elle était jeune fille.
- Le bonheur taille XXL (Lサイズの幸福, L saizu no shiawase?), 1990.

Hanako et Ryuichi ont décidé d'emménager dans une maison avec la mère de Ryuichi. En attendant de signer le contrat, ils l'accueillent dans leur appartement. Mais elle ne vient pas seule, elle est accompagnée d'un zashiki warashi (litt. « l'enfant de la pièce », il s'agit d'un esprit ou d'un fantôme d'enfant qui veille sur le foyer) que seule Hanako semble voir.